# 山形県県民の森
山形県県民の森（やまがたけんけんみんのもり）は山形県山形市、南陽市、山辺町、白鷹町の2市2町にまたがる丘陵に設けられた県民の森。本項では県民の森に所在する山形市少年自然の家についても記述する。

## 概要
山形県政百年記念事業の一環として、白鷹丘陵の4自治体にまたがる広大な森林の中に整備され、1981年に開園した。総事業費は約26億円。
森には大小10数個の湖沼があるほか、森林学習館、森の工房「む・う・ぶ」、フィールドアスレチック、キャンプ場等が設けられている。

### 施設
- 森林学習展示館
- 森の工房「むうぶ」
- フィールドアスレチック
- 展望台
- 野営場
- 学習林
- オリエンテーリングコース
- 野鳥観察舎
- 水生生物植物園

### 入場時間
- 終日開放（フィールドアスレチックのみ有料、他施設は無料）
- 森林学習展示館は、9時から16時（毎週月曜日と12月1日から4月28日は休館）
- 野営場は、7月1日から9月30日の期間のみ利用可能（無料）

### 駐車場
- 4か所（大型車112台、普通車309台、無料）

## 山形市少年自然の家
県民の森の中に位置する山形市が運営する健全な青少年を育成し、生涯教育の推進を図る社会教育施設。施設は管理棟、体育館、宿泊棟のほか、野外施設で構成される。
本館施設は基本的に市内の小学校、幼稚園、保育所、子供会、その他中学生以下の団体に在籍する児童・生徒を利用対象者としている。

### 施設
- 本館管理棟
  - 研修室、保健室、事務室、食堂、浴室
  - プラネタリウム室、視聴覚室、学習室、天体観測室
- 体育館
  - 体育用具室、工作室、スキー庫、スキー乾燥室、放送室等
- 本館炊飯場
- 宿泊棟
  - 洋式二段ベッド18室（各室2段ベッド12名）
  - 指導員室、打合せ室（和室）
  - 談話室、衣料庫、洗面所トイレ
- 生活体験の家
- 荒沼キャンプ場
- サービスセンター
  - インストラクタールーム（自然学習案内と相談）
  - ふれあい工房
  - トイレ
- 野外ステージ
  - ステージ、控室
  - 機械室、トイレ、倉庫
- 板橋沼キャンプ場
  - 屋根付広場、水洗トイレ2棟
  - 管理棟
  - シャワー6箇所
  - シュラフ
  - 炊飯用コンテナ
  - テント収納庫および薪倉庫
- 駐車場
  - 大型バス10台、普通車53台
- ゲレンデ（16,000平方メートル）
- ラングラウフスキーコース
- 自然散策路
- スーパースライダー
- フィールドアスレチック
- プロジェクトアドベンチャー

## アクセス
- 山形市街から車で約40分

## ギャラリー

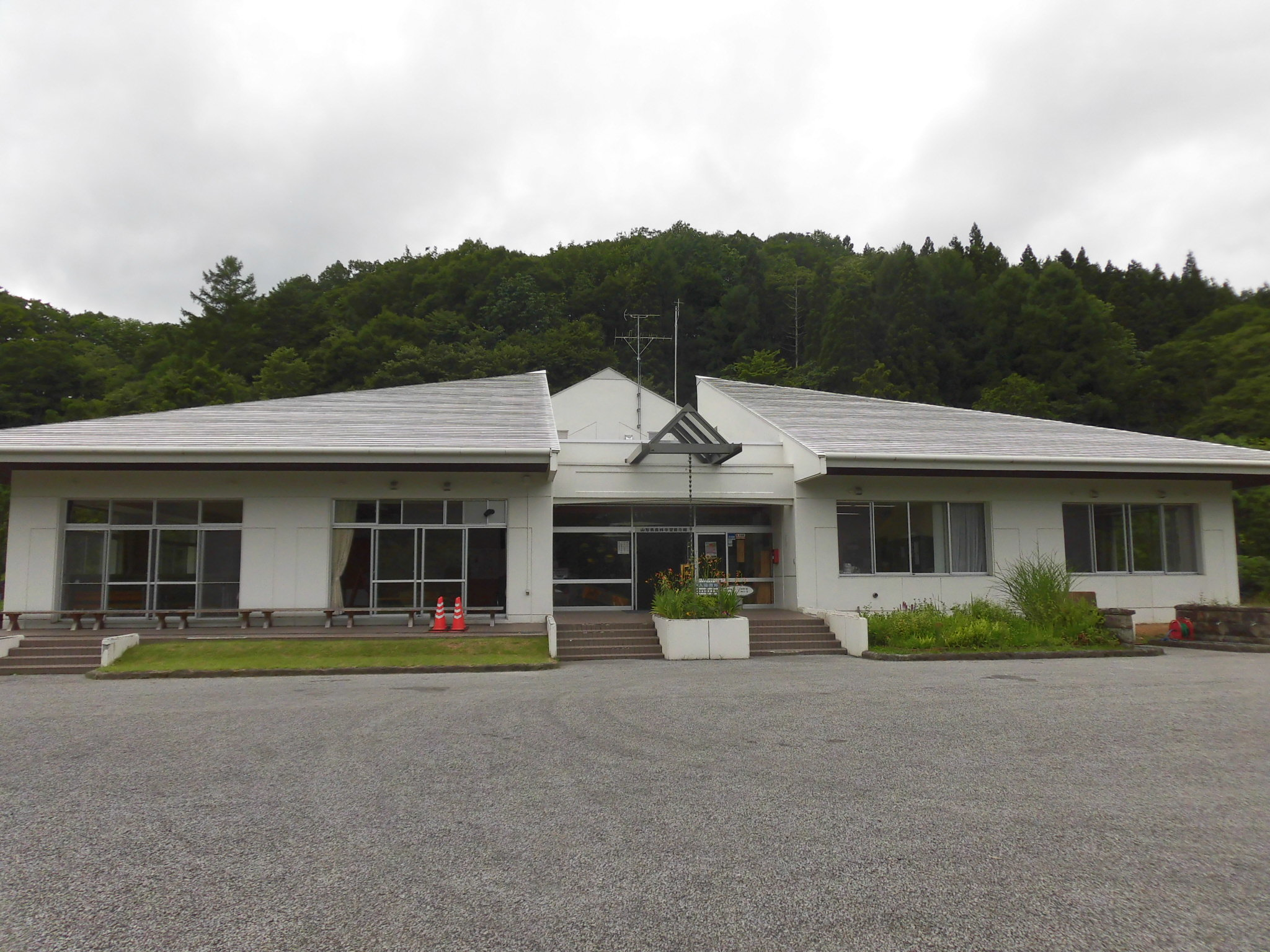
森林学習館
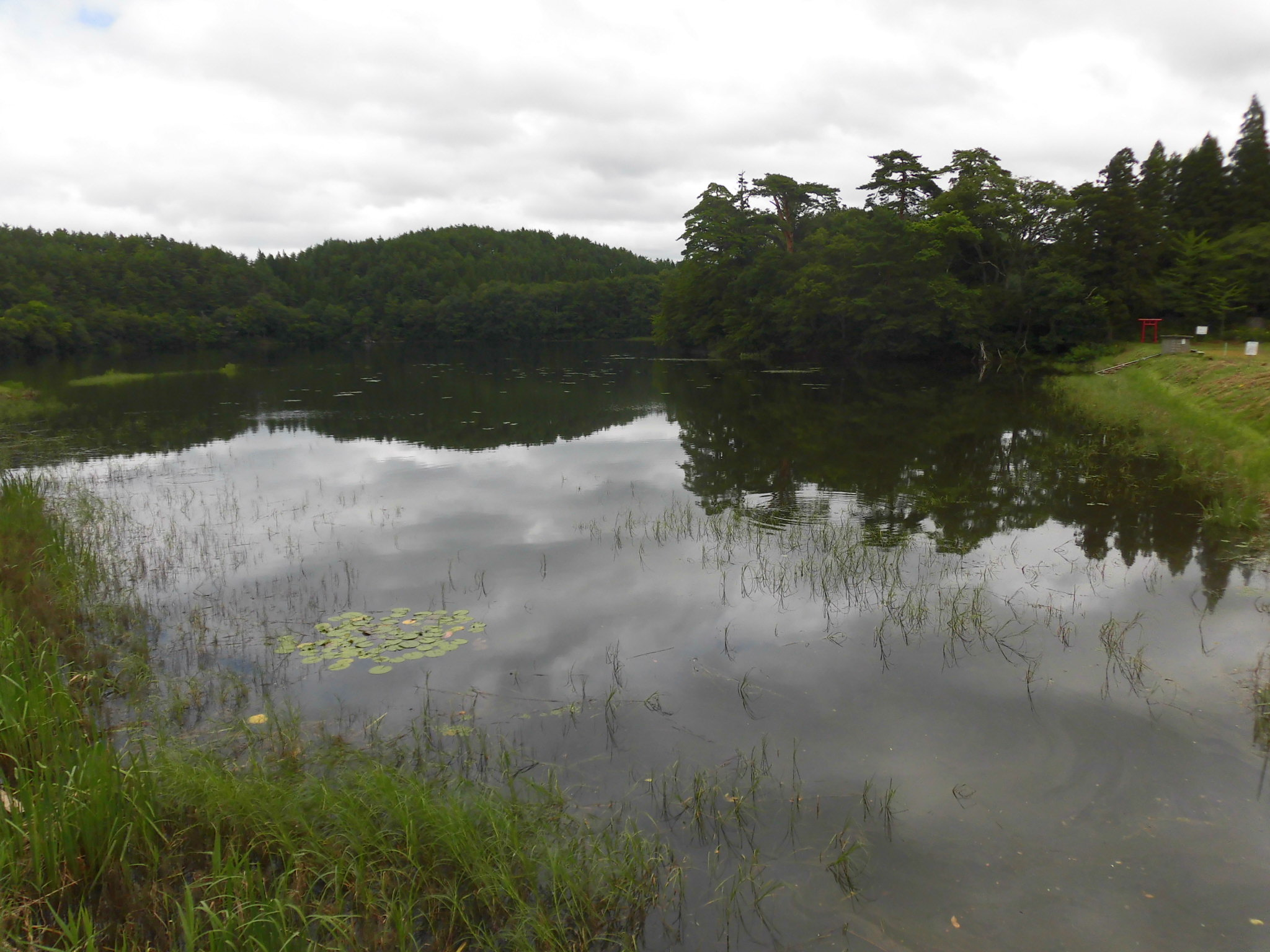
大沼
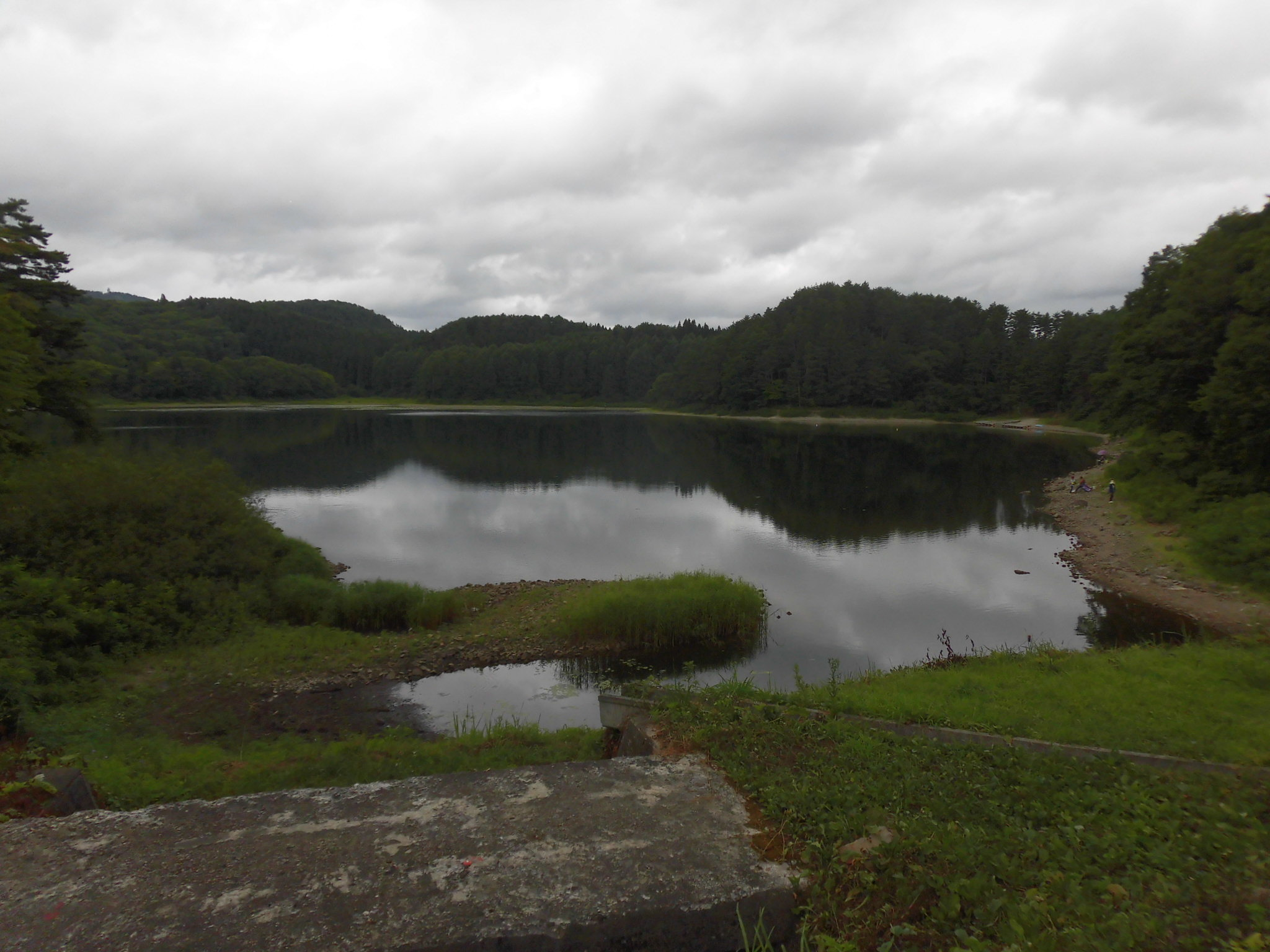
荒沼
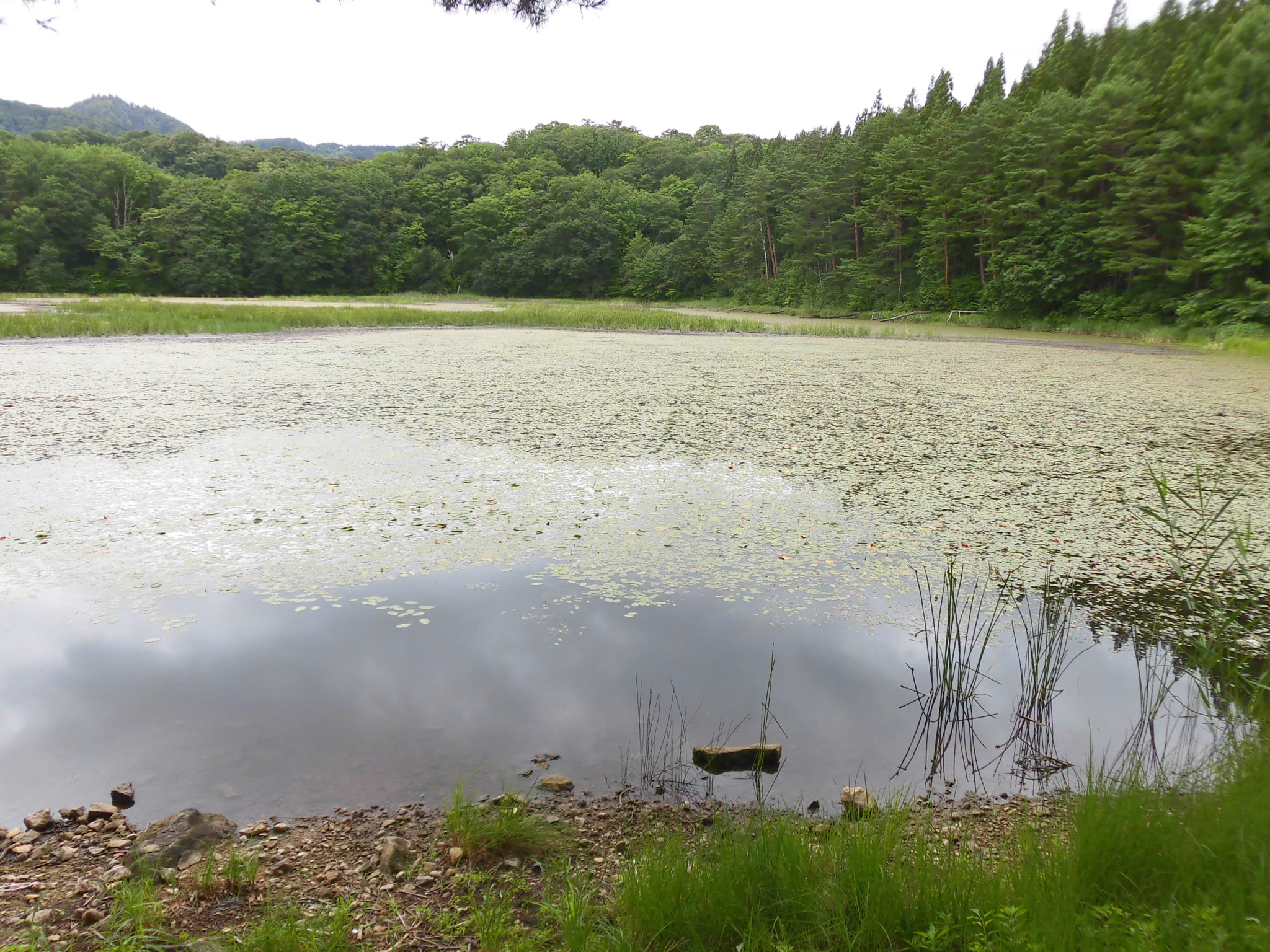
曲沼

## 周辺
- 西公園 (山形市)
- 山形市西部工業団地
- 山形県農業総合研究センター
- 白鷹町営スキー場